# Honda A series
La serie A es una familia de motores de cuatro cilindros en línea producidos por el fabricante japonés Honda, introducida en 1982 con el Honda Prelude de segunda generación. Estaba compuesta por una culata de aluminio tipo SOHC, bloques de hierro y tres válvulas por cilindro (12 en total). Estaba disponible en versiones con carburador o inyección de combustible.

## Historia
Esta serie motores sucedieron a los de la categoría anterior EZ, ES, BS y ET del Honda Accord y el Prelude. Había algunas variaciones, desde el A16A de 1.6 L al A20A de 2.0 L.
A partir de los modelos 1988 en el mercado de América del Norte, el A20A3 y A20A4 utilizaron un múltiple de admisión con un diseño de doble etapa, múltiple de escape 4-2-1 y un distribuidor de electrónica más avanzado. Las versiones con inyección programada de combustible, estaban equipados con ECU OBD-0.

## A16A1
Esta mecánica era conocida como EZ en los Accord producidos entre 1984 y 1985 fuera de los Estados Unidos. Tiene una cilindrada de 1598 cm³ (1,6 L; 97,5 plg³) con un diámetro x carrera de 80 x 79,5 mm (3,15 x 3,13 pulgadas) y equipado con carburador.
- Aplicaciones
  - Honda Accord 1986-1989
  - Honda Vigor 1986-1989[1]
    - Relación de compresión: 9.0:1
    - Potencia máxima: 88 HP (89 CV; 66 kW) @ 6000 rpm
    - Par máximo: 123 N·m (91 lb·pie) @ 3500 rpm

## A18A
Esta mecánica era conocida como ET1 en los Accord producidos entre 1984 y 1985 fuera de Estados Unidos. Tiene una cilindrada de 1829 cm³ (1,8 L; 111,6 plg³) con un diámetro x carrera de 80 x 91 mm (3,15 x 3,58 pulgadas) y equipado con carburador.
- Aplicaciones
  - Honda Prelude 1984-1987 (mercado de Estados Unidos)
  - Honda Accord 1986-1989 (Europa)
    - Relación de compresión: 9.0:1 a 9.4:1
    - Potencia máxima: 110 HP (112 CV; 82 kW) @ 5800 rpm
    - Par máximo: 152 N·m (112 lb·pie) @ 3500 rpm

## A20A
Estaba disponible con carburador o inyección. La culata era tipo SOHC de 12 válvulas sin CVCC, con dos válvulas de admisión y una de escape por cilindro. Estaba disponible en varios modelos de Honda Accord y Prelude durante los años 1980.

### A20A1 y A20A2
Los modelos A20A1 and A20A2 eran las versiones con carburador de la serie A20A. En general son la misma mecánica, la única diferencia es que el A20A2 no lleva componentes para reducir las emisiones y, por lo tanto, su potencia es ligeramente superior. Tiene una cilindrada de 1955 cm³ (2 L; 119,3 plg³) con un diámetro x carrera de 82,7 x 91 mm (3,26 x 3,58 pulgadas), equipados con carburador doble Keihin y múltiple de escape 4-1.
- Aplicaciones
  - Honda Prelude 1984-1987[2]
  - Honda Accord (DX y LX) 1982-1989 
    - Relación de compresión: 9.1:1 a 9.2:1
    - Potencia máxima: 98 HP (99 CV; 73 kW) (A20A1)
    - Par máximo: 148 N·m (109 lb·pie) @ 3500 rpm

### A20A3 y A20A4
Estos eran las versiones de inyección de la serie A20A. La única diferencia es que el A20A4 no lleva componentes para reducir las emisiones y, por lo tanto, su potencia es ligeramente superior. Tiene una cilindrada de 1955 cm³ (2 L; 119,3 plg³) con un diámetro x carrera de 82,7 x 91 mm (3,26 x 3,58 pulgadas), equipados con inyección controlada por sistema PGM-FI y OBD-0.
- Aplicaciones
  - Honda Prelude 2.0Si 1984-1987
  - Honda Accord SE-i 1989
  - Honda Accord LX-i 1986-1989 
    - Relación de compresión: 8.8:1, 8.9:1 y 9.4:1
    - Potencia máxima: 98 HP (99 CV; 73 kW) @ 5500 rpm (1984-1987); 120 HP (122 CV; 89 kW) @ 5500 rpm (1988-1989)
    - Par máximo: 138 N·m (102 lb·pie) @ 4500 rpm (1984-1987); 165 N·m (122 lb·pie) @ 4000 rpm (1988-1989).